# Syntactus delusor
Syntactus delusor är en stekelart som först beskrevs av Carl von Linné 1758.  Syntactus delusor ingår i släktet Syntactus och familjen brokparasitsteklar. Arten är reproducerande i Sverige. Inga underarter finns listade i Catalogue of Life.

## Bildgalleri

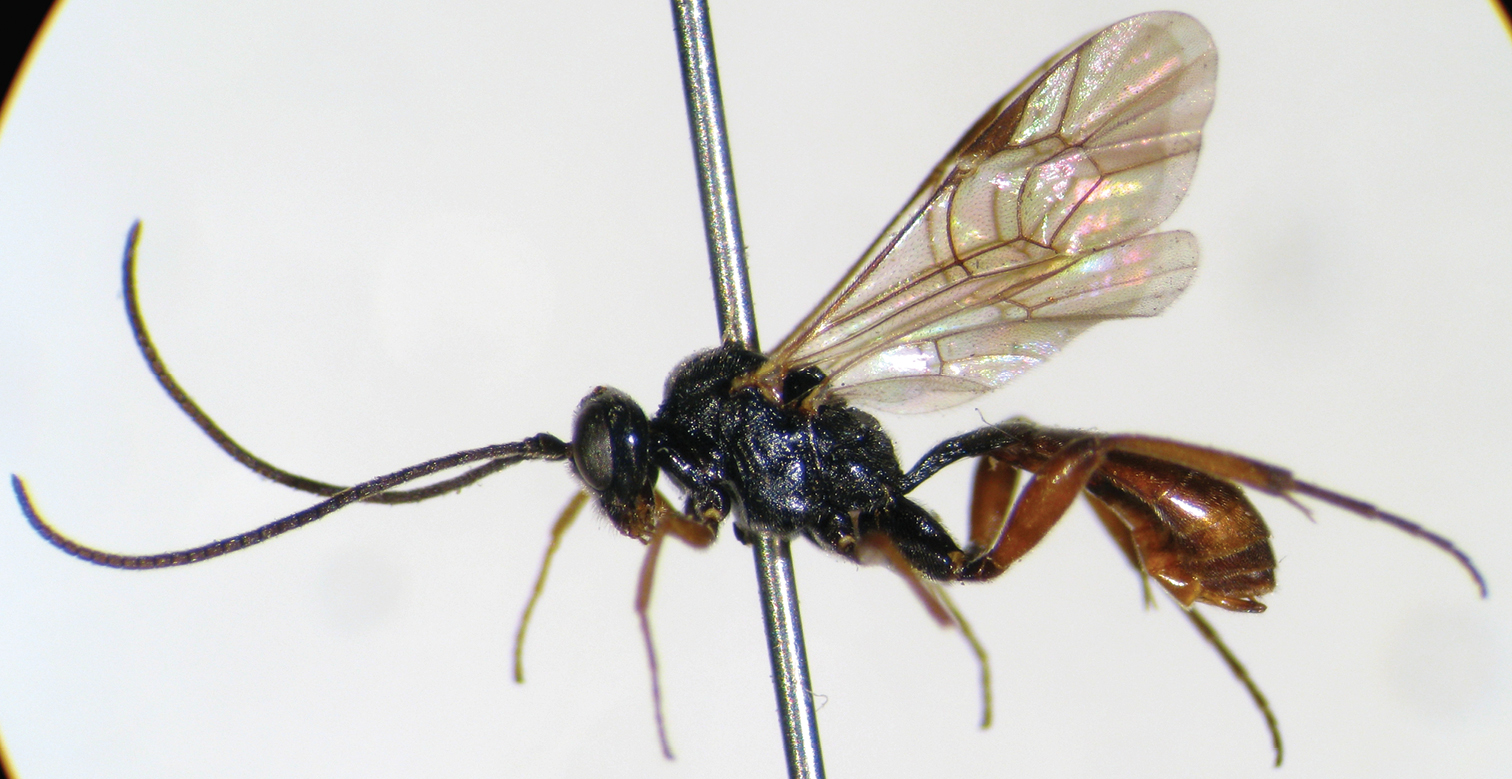